# Saporischschja (U-Boot)
Das U01 Запоріжжя (trans.: Saporischschja) (ex-sowjetisches B-435) ist ein russisches U-Boot des Projektes 641 mit einer Besatzung von 78 Mann. Es diente von 1970 bis 1997 in der sowjetischen Marine und war danach bis 2014 das einzige U-Boot der ukrainischen Marine. Seit März 2014 gehört es zur russischen Schwarzmeerflotte.

## Geschichte

### B-435
Das Boot lief im Juni 1970 in Leningrad als B-435 vom Stapel.
Die ersten zwei Jahre unternahm B-435 insgesamt 14 Patrouillenfahrten bis in das sozialistische Bruderland Kuba. Von 1972 bis 1991 lag es meist in seinem Heimathafen und seit dem Zusammenbruch der Sowjetunion 1991 rostete B-435 unbenutzt in Sewastopol am Schwarzen Meer vor sich hin.

### Saporischschja
Mit der Teilung der sowjetischen Schwarzmeerflotte 1997 kam B-435 in den Besitz der neugegründeten ukrainischen Marine und wurde in U01 Saporischschja umgetauft. Aufgrund des permanenten Geldmangels der Ukraine verschlechterte sich der Zustand des Bootes weiter, Verpflegung und Heuer der Besatzung standen zeitweise aus. Die Besatzung wurde von der namensgebenden Stadt Saporischschja mit Unterkunft und Verpflegung unterstützt.

#### Überholung
Seit 2003 investierte die ukrainische Marine 7 Millionen US-Dollar, um das U-Boot wenigstens notdürftig zu reparieren. Weitere 3 Millionen US-Dollar müssten gemäß Medien investiert werden, damit das U-Boot für 50 bis 70 Millionen US-Dollar an einen anderen Staat verkauft werden kann. Mit dem Erlös aus dem Verkauf der Saporischschja sollten andere Einheiten der ukrainischen Flotte repariert werden.
Die Saporischschja stand unter dem Kommando von Kapitän Oleh Orlow.

### Übernahme in die russische Marine
Nach der Annexion der Krim durch Russland wurde das U-Boot am 22. März 2014 der russischen Schwarzmeerflotte unterstellt. Nach Berichten des ukrainischen Fernsehsenders Kanal 5 wurde das U-Boot von russischen Truppen umstellt und unter Einsatz von Blendgranaten erstürmt. RIA Novosti meldete, das Boot sei bei der Schwarzmeerflotte „in Dienst gestellt“ worden. Etwa die Hälfte der 78 Mann starken Besatzung wolle in der russischen Marine dienen, die übrigen Soldaten hätten das U-Boot verlassen. Die Saporischschja sei in schlechtem Zustand und solle nach Feodossija verlegt werden, wo die anderen U-Boote der Schwarzmeerflotte liegen. Wenige Tage später berichteten russische Medien, das U-Boot solle den Ukrainischen Seestreitkräften zurückgegeben werden. Beabsichtigt sei, es nach Odessa abzuschleppen, weil es sich wegen seines Zustands nicht selbstständig dorthin bewegen könne.
Am 22. April 2014 wurde bekannt, dass die Stadtverwaltung Balaklawa die Absicht hat, die Saporischschja im U-Boot-Bunker Balaklawa museal auszustellen. Fachleute der russischen Schwarzmeerflotte bezeichneten das Boot als „…technisch und moralisch veraltet und für die Erfüllung von Kampfaufgaben nicht mehr geeignet…“

## Logbuch

Silhouette U-Boot der Foxtrot-Klasse (Projekt 641)

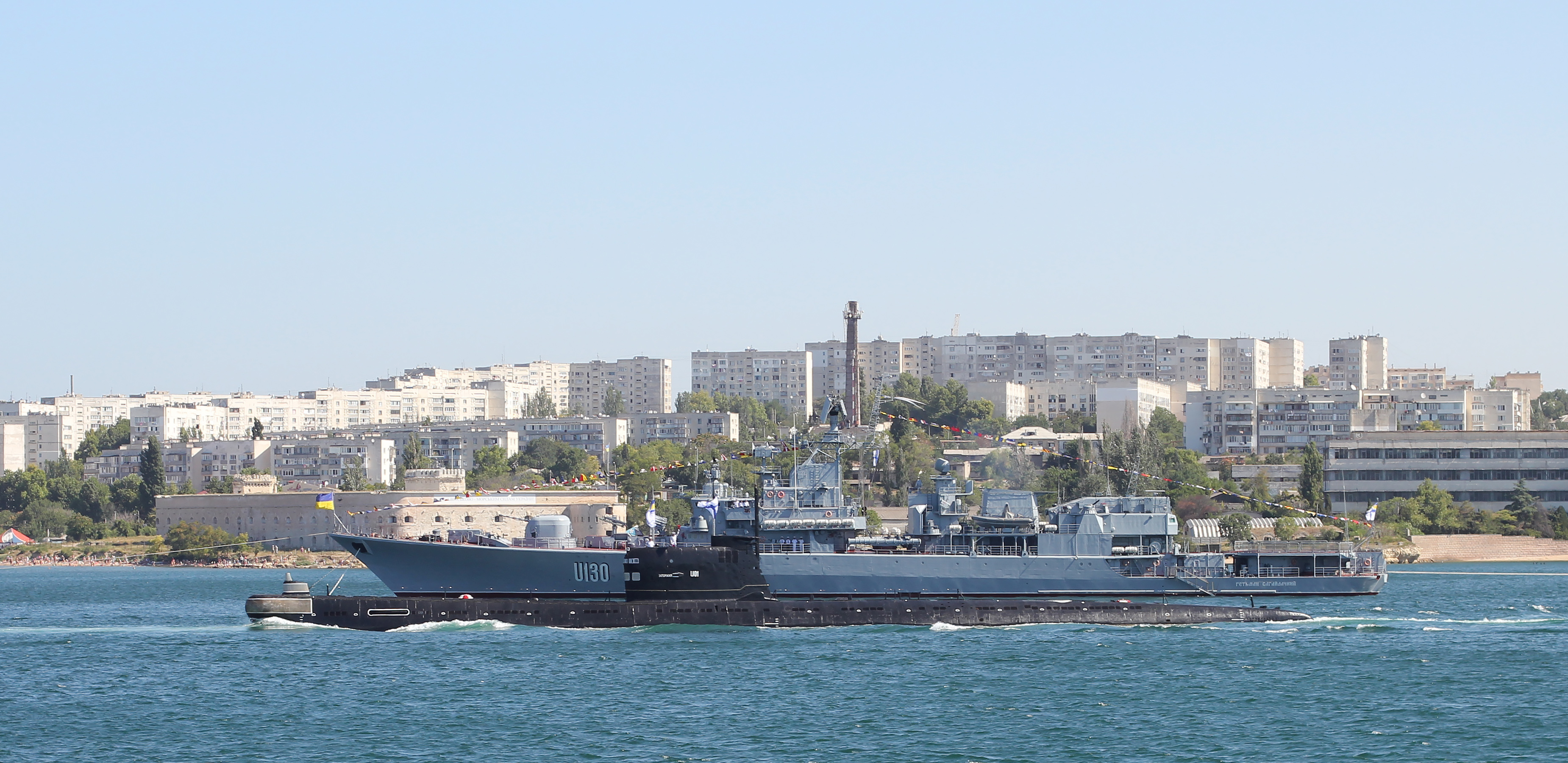
Saporischschja im Jahr 2012

Von September bis November 1970 war das U-Boot 20 Tage oder 422 Stunden im Einsatz (236 Unterwasser, 186 Überwasser) und fuhr 1660 Meilen Überwasser und 432 Meilen Unterwasser.
Von Juni bis Dezember 1971 war das U-Boot für 210 Tage im Atlantik im Einsatz. Dabei fuhr es 18342 Meilen Überwasser und 5340 Meilen Unterwasser.
Seit Juni 1972 lag die Saporischschja praktisch ununterbrochen in der Werft.
Von Juli bis Oktober 1994 war das U-Boot noch einmal für 16 Tage auf See und legte 243,5 Meilen über Wasser und 4,2 Meilen unter Wasser zurück.
Ein letzter Einsatz erfolgte im Januar 1995, bevor die Saporischschja nach 53 Meilen wieder trockengelegt wurde.
Die Saporischja wurde in einer russischen Werft in Sewastopol umfassend repariert, gewartet und modernisiert. Im April 2012 sollte sie zu Testfahrten auslaufen, um die Maschine und wichtige Komponenten zu überprüfen. Schließlich fanden die dreitägigen Seetests, während denen das Boot auch tauchte, im Juli 2012 statt. Die neue ukrainische Besatzung wurde von der russischen Marine ausgebildet.